# Casavatore
Casavatore község (comune) Olaszország Campania régiójában, Nápoly megyében. 

## Fekvése
Nápolytól 8 km-re északra fekszik. Határai: Arzano, Casoria és Nápoly.

## Története
Eredete a római időkre vezethető vissza, aminek bizonyítékai az i. e. 4-3 századból származó katonai sírok. A középkor során a szomszédos Acerra birtoka volt az akkor még kis település. Első írásos említése 1308-ból származik, már Casavatore néven. Nevét a város védőszentje, Keresztelő Szent János után kapta: Casa ad Salvatorem, amely lerövidült Casa Salvatorera végül pedig elnyerte mai formáját. Önállóságát 1946-ban nyerte el. Az akkor még 3000 fős lakosság az 1970-1980-as években duzzadt fel, a Nápoly környéki iparosítás eredményeként. Arzanóval és Casoriával együtt Nápoly ipari hátországát képezi.

## Népessége
A népesség számának alakulása:

## Főbb látnivalói
- San Giovanni Battista-templom